# Cryptomaster behemoth
Espèce
Cryptomaster behemoth est une espèce d'opilions laniatores de la famille des Cryptomastridae.

## Distribution
Cette espèce est endémique d'Oregon aux États-Unis. Elle se rencontre dans le comté de Lane.

## Description

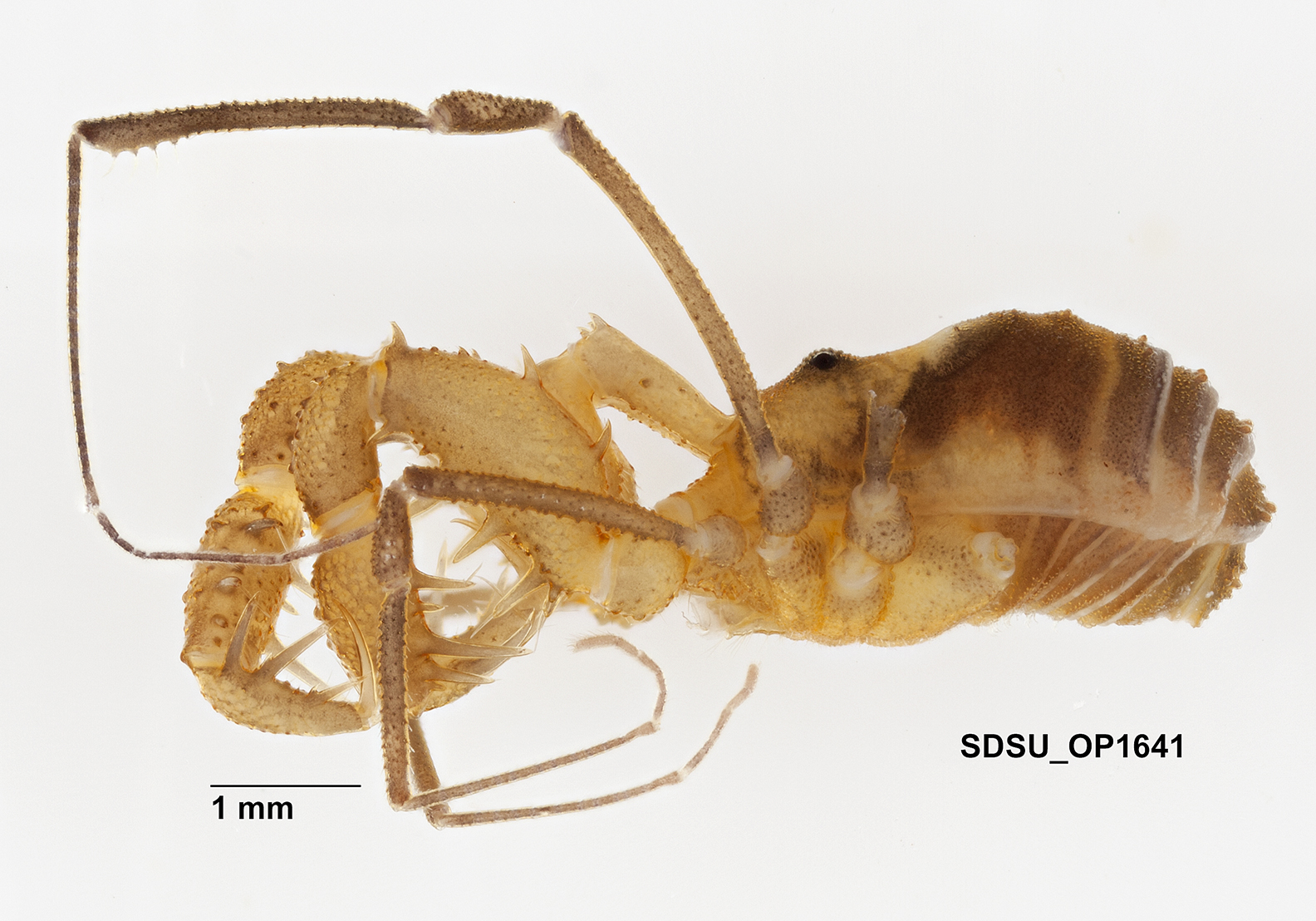
Cryptomaster behemoth

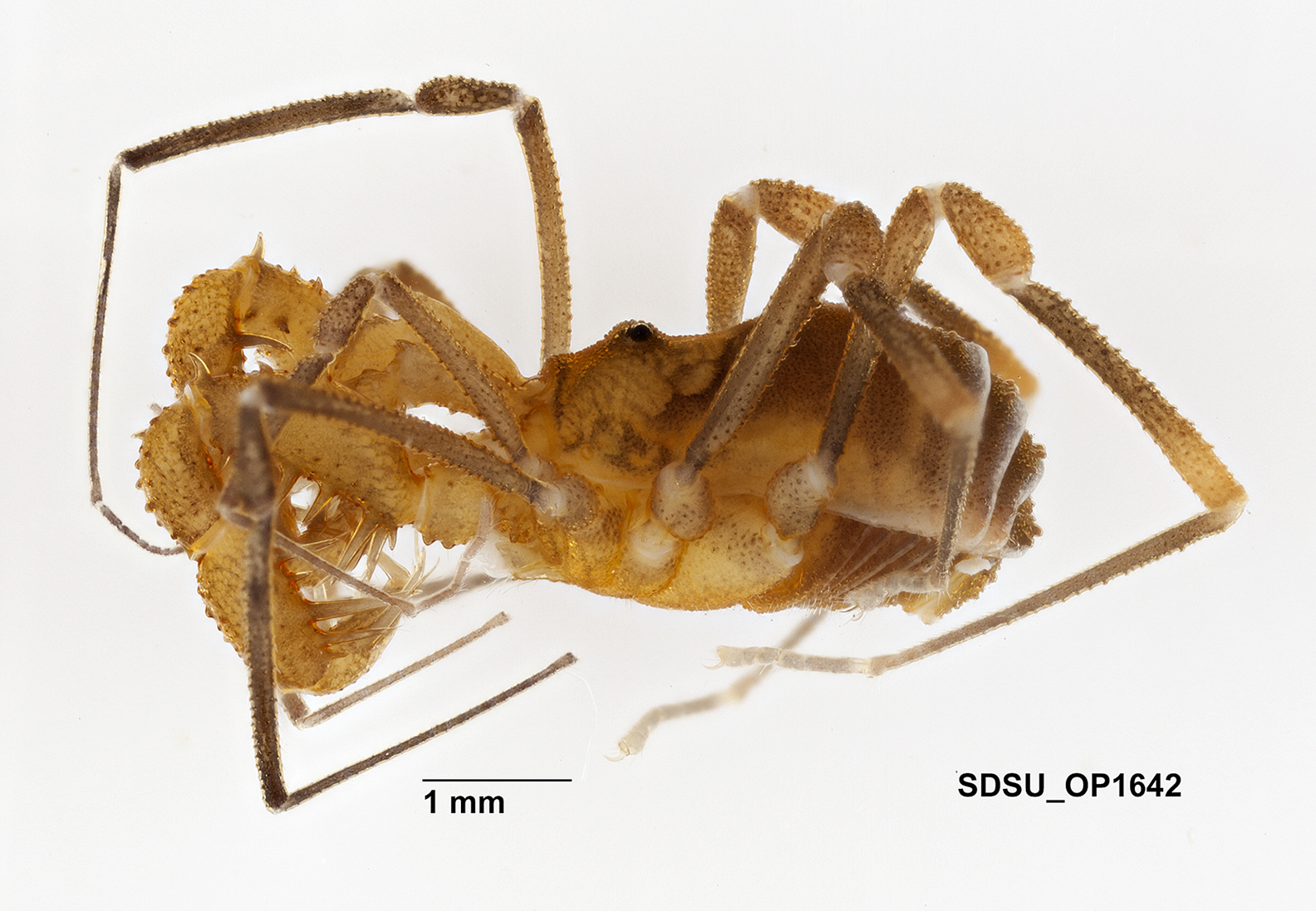
Cryptomaster behemoth

Le mâle holotype mesure 3,40 mm et la femelle paratype 2,94 mm.

## Systématique et taxinomie
Cette espèce a été décrite par Starrett et Derkarabetian en 2016.

## Étymologie
Cette espèce est nommée en référence à Béhémoth.

## Publication originale
- Starrett, Derkarabetian, Richart, Cabrero & Hedin, 2016 : « A new monster from southwest Oregon forests: Cryptomaster behemoth sp. n. (Opiliones, Laniatores, Travunioidea). » ZooKeys, vol. 555, p. 11–35 (texte intégral).